# Olga Malinkiewicz

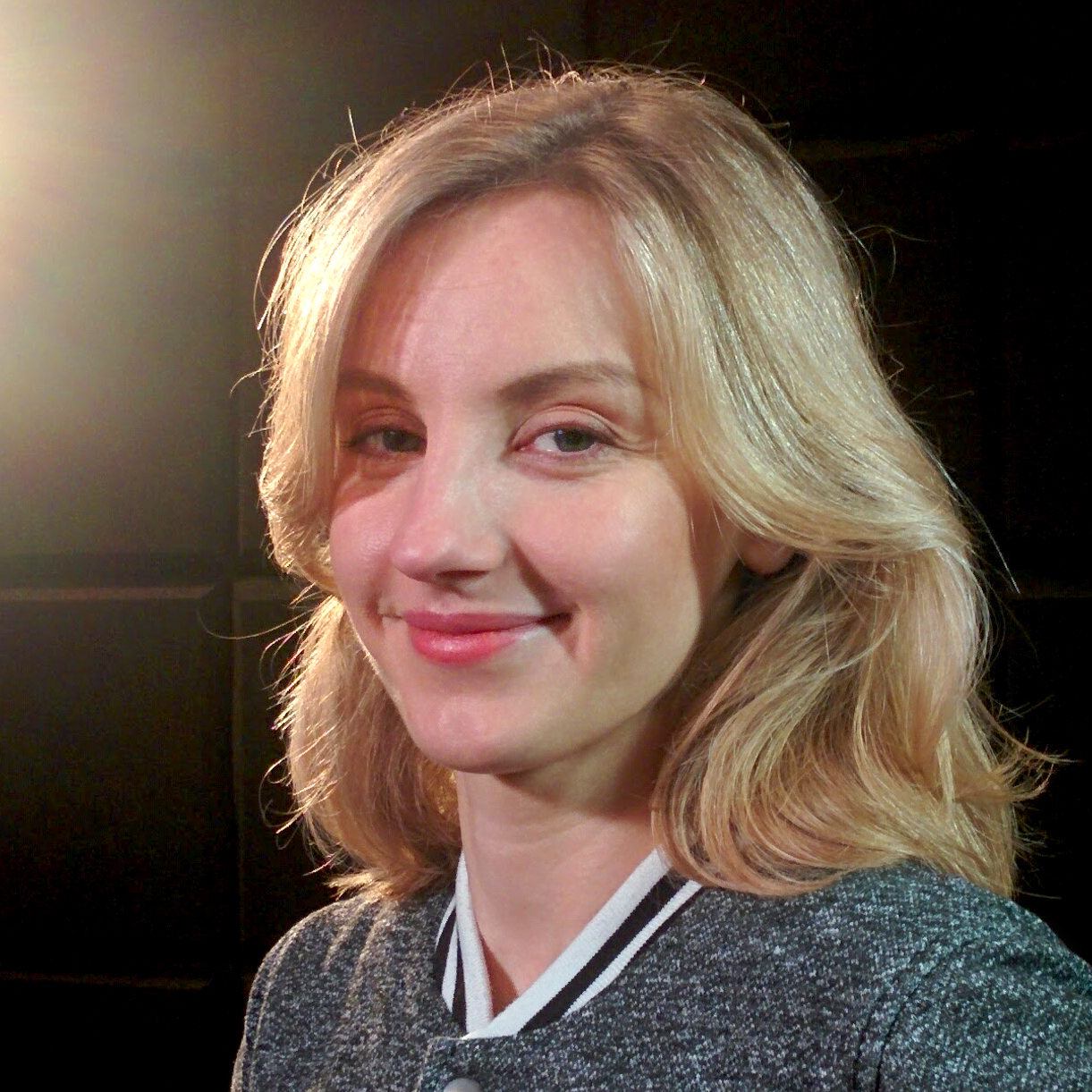
Olga Malinkiewicz (2017)

Olga Malinkiewicz (polnische Aussprache: [ˈɔlɡa malinˈkjɛvit͡ʂ]; * 26. November 1982) ist eine polnische Physikerin. Sie ist die Entwicklerin eines Verfahrens zur Herstellung von Solarzellen auf der Basis von Perowskiten durch Tintenstrahldruck. Sie ist Mitbegründerin und Chief Technology Officer bei Saule Technologies.

## Leben
Sie begann ihr Studium an der Fakultät für Physik an der Universität Warschau, wo sie 2005 einen Bachelor-Abschluss erwarb. Im Jahr 2010 schloss sie ihr Studium an der Technischen Universität in Barcelona ab. Noch während ihres Studiums begann sie 2009 am Institute for Photonic Sciences (ICFO) zu arbeiten. Im Jahr 2017 promovierte sie am Institute for Molecular Science (ICMol) der Universität Valencia mit einer Arbeit über kostengünstige, effiziente Hybridsolarzellen.
Im Jahr 2014 kehrte sie nach Polen zurück und gründete Saule Technologies mit privater Unterstützung. Der Name des Unternehmens leitet sich von Saule ab, der Sonnengöttin der baltischen Mythologie. Im Januar 2018 hat Saule Technologies eine Partnerschaft mit dem schwedischen Bauunternehmen Skanska unterzeichnet.

## Preise und Auszeichnungen
- 2014: Photonics21 Student Innovation Award der Europäischen Kommission[5][6][7]
- 2015: Innovators Under 35-Rankings der MIT Technology Review[8]
- 2016: Ritterkreuz des Ordens Polonia Restituta[9][10]
- 2020: Auszeichnung als eine der Top-Unternehmerinnen im Bereich der neuen Technologien  von der American Chemical Society[11]
- 2021: Lem's Planet Award in der Kategorie Technologie[12]
- 2024: Europäischer Erfinderpreis in den Kategorien kleine und mittlere Unternehmen und Publikumspreis[13]